# Charles Logan
Charles Logan es un personaje de ficción interpretado por el actor estadounidense Gregory Itzin en la serie de televisión 24. Logan es uno de los nuevos personajes introducidos en la cuarta temporada de la serie donde asume la presidencia de los Estados Unidos siendo uno de los personajes centrales en la quinta temporada.

## Perfil
Charles Logan era el vicepresidente de los Estados Unidos durante el Gobierno de John Keeler. Anteriormente había sido el vicegobernador del Estado de California (presumiblemente durante el período de David Palmer), además de CEO de Western Energy Coal & Reserve.
Durante una de las ocasiones en que Charles y su esposa, Martha, visitaron el Congreso, se conocieron con el entonces Senador David Palmer.

## Charles Logan en 24

### Cuarta Temporada

#### Presidente Interino
A altas horas de la tarde Charles recibe una llamada del Presidente John Keeler, quien le avisa que va a ser objetivo de un ataque terrorista y que por tanto Charles debe prepararse para tomar el mando de la nación. En efecto un Stealth robado derriba al Air Force One, con Keeler a bordo. Durante el ataque, el presidente queda en estado de coma. Se considera que la situación es crítica y Mike Novick accede a la invocación de la 25ª Enmienda para establecer a Logan como Presidente Interino.
Logan es jurado al poder sólo una hora después, y debe lidiar con el robo del maletín nuclear del AFO, así como de una ojiva nuclear en alguna parte de Indiana. Cuando Jack Bauer se ve forzado a salir de los límites de la ley para interrogar a un testigo que conocía la ubicación de Habib Marwan (la mente maestra tras los atentados del día), Logan se asusta y manda a arrestar a Bauer; esto sucede justo en un momento en que Bauer espiaba a Marwan, y la intervención del Servicio Secreto le permite a Marwan escapar. Producto de esto, Logan no se cree apto para conducir a la nación, y Novick llama a David Palmer por ayuda.
Desde ese momento Palmer toma el control de las operaciones mientras Logan se convierte en la cara pública de la respuesta del Gobierno frente a la amenaza.

#### Charles Logan y la "Muerte de Jack"
Cuando Jack se infiltra en la Embajada de China para rescatar a un testigo, resultando en la muerte del cónsul de ese país, el gobierno chino le exige a Estados Unidos que Jack sea deportado. Uno de los asistentes de Logan, Walt Cummings, notifica secretamente al representante del Servicio Secreto para que elimine a Jack, antes que su valiosa inteligencia caiga en otras manos. Sin embargo, Novick escucha la conversación y acude a Palmer por ayuda. Palmer confronta a Logan, pero este piensa que lo que Palmer dice es un error: Logan no autorizaría semejante cosa.
Tras estos eventos, es Charles (desconociendo todo el asunto) quien confronta a Palmer, para agradecerle por la ayuda prestada en solucionar los eventos del día. Pero tan sólo se limita a decir que Palmer "jugó un papel".
Sabiendo que Logan no desconfiará de sus mejores asistentes, Palmer decide tomar la iniciativa y telefonea a Jack para avisarle que el agente del Servicio Secreto enviado a recogerle tiene instrucciones de eliminarlo. Palmer, en conjunto con Tony Almeida, Michelle Dessler y Chloe O'Brian, traman la Muerte de Jack para permitirle escapar.

### Entre la Cuarta y Quinta Temporada
En algún momento entre las temporadas 4 y 5, Logan está preparando un tratado con Rusia para la colaboración antiterrorista mutua. Como parte del tratado, se apresta a la liberación de material nuclear para su destrucción, la cal es gestionada por BXJ Technologies, un subcontratista internacional; y por el cónsul ruso Anatoly Markov, de quien Logan sabe está involucrado en el robo de ese material para su venta a terroristas.

### Quinta Temporada

#### El Tratado con Rusia
Para Charles Logan la Quinta Temporada inicia con lo que podría ser "la culminación de su presidencia": un tratado antiterrorista entre Estados Unidos y Rusia. Sin embargo, las cosas cambian drásticamente:
1. El asesinato de David Palmer, lo que pone en riesgo la firma del tratado. Logan deja a la UAT de Los Ángeles a cargo del asunto.
2. La aparente demencia de su esposa Martha, quien cree que Palmer fue asesinado para encubrir una gran amenaza pronta a suceder.
3. La realización de esta amenaza cuando separatistas rusos conducidos por Ivan Erwich toman control del Aeropuerto Ontario, amenazando con matar a los rehenes si Logan y Suvarov, el presidente de Rusia, no deponen el tratado.

Desconocido para Logan, su asistente y Jefe de Personal, Walt Cummings, trabaja en conjunto con los terroristas del Aeropuerto además de saber de la muerte de Palmer. Martha tuvo en sus manos la prueba de que Palmer tenía la conexión --- pero Cummings se la quitó.

#### El Gas Nervioso
Cummings es expuesto por Jack Bauer y Aaron Pierce, justo cuando se revela que la toma de rehenes era una distracción para permitir a los terroristas escapar con gas nervioso que planeaban sacar del país. Según Cummings, el objetivo era "volarles el gas nervioso en la cara" a los terroristas cuando éstos lo llevaran a Moscú para atacar a Rusia. Pero Erwich se había enterado del plan y ahora Estados Unidos debía pagar.
Logan repone a Jack Bauer para que le ayude a controlar la amenaza del gas nervioso, pero cuando los terroristas tratan de probar el gas nervioso en un centro comercial, Jack debe intervenir, y Logan, preocupado por los resultados, increpa a la cabeza de la UAT, Lynn McGill, quien interfiere entonces con Jack. Cummings aparece "suicidado" y Logan cree que hay que darlo a conocer como un "héroe"... Vladimir Bierko, el jefe tras los atentados terroristas, fuerza a Logan a un intercambio: este le permite atacar a Suvarov en suelo estadounidense, atacando así a Rusia, a cambio de no liberar más gas nervioso en suelo americano. Logan debe acceder, pese a que su esposa se encuentra en la limusina de los Suvarov. Sólo gracias a la inteligencia de la UAT y la rápida acción de Pierce, se salvan del atentado.
Y, cuando todo parecía un poco más controlado, aparece el vicepresidente, Hal Gardner, quien trata de convencer a Logan de imponer ley marcial en Los Ángeles.

#### La Agenda Secreta de Charles Logan
Las cosas cambiarían drásticamente cuando, tras un grave ataque a la UAT, Gardner autoriza la absorción de esa unidad por el DHS, enviando a Karen Hayes, e interfiriendo con las acciones de la UAT quienes buscan al responsable de crear el gas nervioso, Christopher Henderson. Wayne Palmer (el hermano de David) accede a inteligencia al interior del retiro presidencial, por parte de Evelyn (la edecana de Martha), confirmando que alguien de la administración de Logan, sabía del gas nervioso y está tras todos los eventos del día.
Jack y Wayne rescatan a la hija de Evelyn, y Evelyn revela que... es Logan quien está manipulando los eventos. Henderson contacta a Logan para avisarle que Jack sabe de una grabación en la cual Logan y Henderson hablan sobre el asesinato de Palmer. Henderson debe encargarse de la situación, y tras varios confrontamientos con Jack logra recuperar la cinta justo a tiempo para evitar que James Heller obligue a Logan a confesar.
Logan se excusa con Martha, tratando de obligarla a entender su proceder (justificar los ataques a Rusia por los intereses políticos y económicos por el petróleo de la región). Mientras tanto, encarcela y tortura a Pierce quien no se deja vencer, incluso faltándole el respeto a Logan (lo llama "Charles" en vez del tradicional "Señor"). Y cuando Jack está muy cerca de recuperar la cinta, Logan es ayudado por su contacto, un hombre llamado "Graham", para intentar derribar el avión al que Jack ha subido y donde está la prueba.

#### La Caída de Charles Logan
Pero Jack recupera la prueba y Logan, viendo que pronto podría enfrentar a la justicia, se prepara para suicidarse. Sin embargo, Miles Papazian, un lamebotas trabajando para Karen Hayes, "se ofrece" al Presidente y destruye la grabación. Logan llama a Graham para avisarle que Jack será eliminado.
Henderson y Bierko son eliminados por Jack y Logan está tan libre y seguro de sí mismo que asiste a la ceremonia de despedida al cuerpo de Palmer (cuyo cuerpo será llevado a Washington). Pero Jack logra secuestrar al Marina Uno y trata de obligar a Logan a confesar. Logan se resiste y es rescatado por el Servicio Secreto. Entonces acude a la ceremonia donde Martha enloquece y lo acusa públicamente. Logan se lleva a Martha a un rincón cerrado y la increpa, amenazándola con mandarla al manicomio. Martha se queda en silencio y Logan vuelve, triunfante, al podio.
Entonces, algo sucede: una llamada del Fiscal General indicando que Logan debe ser arrestado. Logan se opone, pero ya es tarde. En efecto, Jack plantó un dispositivo de audio al llevarse a Logan y este registró la conversación entre Logan y Martha, la cual fue entregada a la Fiscalía del Estado por Chloe O'Brian. Logan mira a su esposa con furia, y trata de ordenarle a sus hombres que los agentes que lo increpan sean detenidos... pero ya nadie le obedecerá. Logan es arrestado por el Servicio Secreto.

### Entre las Temporadas Quinta y Sexta
Logan alega clemencia y se retira de la Presidencia. Además, Martha se divorcia de él. Finalmente, Logan es confinado a la finca del retiro presidencial de Los Ángeles.

### Temporada 6
Durante la tarde del "Sexto Día", casi dos años después...
Phillip Bauer ha dejado una pista a su hijo para que llame a un número de teléfono... y es Charles Logan quien contesta. Quiere hablar con Jack en persona, acerca de Gredenko.
Logan, ahora en arresto domiciliario en una localización clasificada, dice que durante el complot de la Temporada 5, Gredenko era el representante de Rusia en un protocolo para la adquisición y desactivación de material nuclear, lo que explica que se haya quedado con una parte para sus propósitos: Gredenko quiere venganza por la Guerra Fría. Para ayudar a Jack, necesita salir de la residencia, por lo que el presidente Palmer (Wayne) le otorga un permiso condicinal. Bajo este permiso Logan viaja al consulado ruso con Jack como parte de su detalle de seguridad. Logan habla con Anatoli Markov, el cónsul ruso, de quien Logan sabía estaba involcurado en algunos complos del pasado, incluyendo el gas nervioso Sentox. Markov niega tener conocimiento o contacto reciente con Gredenko, pero Logan no le cree, por lo cual Jack infiltra el consulado provocando un incidente internacional.
Logan decide acudir a su exesposa, Martha por ayuda, pidiéndole que se comunique de forma extraoficial con la primera dama rusa, Anna, y le explique la gravedad de la situación. Durante esta conversación Logan debe confrontar también a Aaron Pierce.
Cuando Jack es capturado en la embajada, Logan trata de convencer a Martha que use su contacto con Anya, la esposa del presidente ruso, para acelerar una salida apropiada (la autorización rusa para una extracción por parte de la UAT). La tensión es demasiada para una mentalmente debilitada Martha, quien apuñala de extrema gravedad a Logan. Este es derivado en ambulancia, y murmura las palabras "Martha... Martha..." antes de decaer. Su destino final y estado de salud después de esto se desconoce.

### Temporada 7
Entre las temporadas 6 y 7, preguntaron a Howard Gordon, productor ejecutivo y uno de los escritores de la serie, sobre el destino de Logan y éste afirmó: "nadie muere en 24 hasta que no se vea su cadáver". Por lo tanto, la posibilidad de que siguiera vivo se consideró elevada. Más tarde, Gregory Itzin confirmó que Logan vivía y podría regresar en una temporada ulterior.

### Temporada 8
Logan reaparece en la octava temporada con la intención de ayudar a la presidenta Taylor, para que los rusos firmen el tratado de paz. A través de sus contactos en Moscú se entera de que los rusos estaban detrás del grupo terrorista islámico que asesinó al presidente Hasán. Ante la amenaza de descubrir la implicación rusa, consigue que éstos no se retiren del tratado de paz.  Cuando Jack intenta vengar la muerte de René Walker y destapar la conspiración rusa, Charles encarga a su asistente, Jason Pillar, deshacerse de Jack. Finalmente, cuando la conspiración es descubierta, Charles Logan mata a Jason Pillar e intenta suicidarse. Cuando los médicos lo atienden no saben si sobrevivirá, pero aclaran que en caso de que así fuere, sufriría probablemente de daños cerebrales permanentes.

## Otros detalles
Logan llega a la Presidencia de los Estados Unidos por medio de la Enmienda 25ª, y no participa del proceso eleccionario normal.

### Personal
- Gabinete:
  - Vicepresidente: Hal Gardner.
  - Secretario de Defensa James Heller
- Equipo Personal:
  - Jefe de Personal: Walt Cummings.
  - Asistente Personal: Mike Novick.
- Detalle del Servicio Secreto:
  - Agentes Pierce, Adams, Clarke, entre otros.

- Datos: Q860234